# Ateu Psicodélico
Ateu Psicodélico é o vigésimo álbum de estúdio do cantor e compositor brasileiro Zé Ramalho, lançado em 9 de setembro de 2022 pela Avôhai Music em parceria com o selo Discobertas. É seu primeiro lançamento de inéditas desde Sinais dos Tempos, de 2012, e conta com participações de Waldonys, Andreas Kisser e Robertinho do Recife, este último também atuando como produtor.

## Contexto, produção e gravação
"Todas as músicas praticadas no Brasil são repetitivas. Não há nada de especial em nenhuma delas. Temas românticos cotidianos e divagações leves sobre política ou casos isolados são repetitivos em quase todas as situações. Como disse recentemente Guilherme Arantes: 'Não há mais delírio na música brasileira.' E eu sou o fornecedor de delírios desde o primeiro disco. Na música Vila do Sossego, do primeiro álbum, está a frase: 'E nos delírios, meus grilos temer'... Não quero desvalorizar, com isso, quem não delira quando faz música. Mas é um gatilho que, quando é acionado, provoca reações em quem ouve e escuta canções delirantes. Volto a dizer: não estou criticando, nem derrubando nenhuma forma musical da música brasileira, mas estou sim me referindo ao comportamento passivo de todas que são feitas."

Zé Ramalho sobre Ateu Psicodélico
Zé Ramalho não lançava um disco novo de inéditas desde 2012, quando editou Sinais dos Tempos. No período, Zé reorganizou sua banda de apoio e passou por algumas cirurgias no coração que resultaram em períodos de recuperação. Durante dois anos de hiato de apresentações por conta da pandemia de COVID-19, Zé revisitou anotações e gravações antigas com ideias de músicas para compor o novo repertório. Eram previstas inicialmente 13 canções, mas no final foram criadas 12 novas canções num período de dois meses em 2021. Autor solitário do repertório do lançamento, Zé definiu o disco como "100% autoral, 100% novo e 100% atual".
O nome do álbum foi tirado de um texto publicado nas redes sociais por Arnaldo Baptista, d'Os Mutantes, sobre o trabalho do próprio Zé. O texto consta na contracapa do disco e foi originalmente postado alguns meses antes do lançamento do trabalho.
A obra foi gravada no estúdio do seu produtor, Robertinho de Recife, no Rio de Janeiro, de abril a junho de 2022.

## Lançamento
O álbum foi lançado em 9 de setembro de 2022 pela gravadora própria de Zé, Avôhai Music, em parceria com o selo Discobertas, de Marcelo Fróes. Foi divulgado pelo single "As Onze Palavras", lançado em 19 de agosto do mesmo ano.

## Recepção

### Recepção da crítica
| Críticas profissionais | Críticas profissionais |
| Avaliações da crítica  | Avaliações da crítica  |
| Fonte                  | Avaliação              |
| ---------------------- | ---------------------- |
| G1                     | [ 8 ]                  |

Em seu blog no G1, Mauro Ferreira disse que o primeiro single, "As Onze Palavras", "honra o passado do artista" e "serve o habitual banquete de signos místicos". Depois, em sua crítica do disco completo, disse que Zé Ramalho "apresenta álbum já antológico que evolui em alto nível da primeira a última faixa, servindo banquete de signos místicos" e que Ateu Psicodélico "é disco capaz de converter qualquer cristão que tenha fé no poder regenerador da música". Concluiu dizendo que "na grande viagem por temas recorrentes no cancioneiro desse messias de Brejo do Cruz, Zé Ramalho vai longe sem sair do lugar a que pertence desde 1978".
No portal da Rádio Itatiaia, Raphael Vidigal disse que "o vocabulário rebuscado, apocalíptico, retirado da leitura de livros profanos e sagrados, com aura mítica que se volta ao passado para auspiciar um futuro, frequentemente, de tenebrosa distopia, está de volta", mas considerou o disco pouco surpreendente por repetir "essa receita que soava original quando ele a criou". Disse que a voz de Zé "permanece no mesmo lugar, até com mais gravidade, porém sem o mesmo poder de emoção, dada a previsibilidade de versos, sons, notas" e criticou até a arte da capa, considerando seu aspecto "descuidado". Finalizou admitindo que "não faz mal", pois o cantor "apresenta xotes e rocks, fala de amor, sexo, da alma dos homens e de lugares por eles habitados, extrai o gosto fino das sensações daquilo que o mundo não sabe explicar [...]."

## Faixas
Todas as faixas escritas e compostas por Zé Ramalho. 
| Faixas de Ateu Psicodélico |                                   |         |  |
| N.º                        | Título                            | Duração |  |
| 1.                         | "As Onze Palavras"                | 4:07    |  |
| 2.                         | "Beira-Mar, a Ressureição"        | 6:50    |  |
| 3.                         | "Cópula"                          | 3:38    |  |
| 4.                         | "O Diagrama da Alma Dourada"      | 3:44    |  |
| 5.                         | "A Estrada de Tijolos Amarelos"   | 4:05    |  |
| 6.                         | "Martelo Armagedon"               | 4:01    |  |
| 7.                         | "O Gosto Fino das Sensações"      | 4:07    |  |
| 8.                         | "O Que o Mundo Não Sabe Explicar" | 4:09    |  |
| 9.                         | "Olhar Entorpecido"               | 4:34    |  |
| 10.                        | "Repentista Marvel"               | 3:49    |  |
| 11.                        | "Amanhecer Tantra"                | 4:01    |  |
| 12.                        | "Sextilhas Filosóficas"           | 3:55    |  |
| Duração total:             | Duração total:                    | 51:00   |  |

## Créditos
Conforme perfil do álbum no site oficial do cantor
- Zé Ramalho – vocais em todas as faixas; viola em todas as faixas; violão e arranjos de base em todas as faixas exceto "Repentista Marvel"
- Robertinho de Recife – guitarra em "Beira Mar, A Ressurreição", "Cópula" e "O Gosto Fino das Sensações"; viola ponteio em "Martelo Armagedon" e "Repentista Marvel"; arranjo em "Cópula" e "Repentista Marvel"
- Andreas Kisser — guitarra em "Repentista Marvel"
- Rogério Fernandes – baixo em todas as faixas exceto "Cópula" e "Repentista Marvel"
- Rob Endraus – baixo em "Cópula" e "Repentista Marvel"; loops em "Repentista Marvel"
- Eduardo Constant – bateria em todas as faixas exceto "Cópula" e "Repentista Marvel"
- Zé Gomes – percussão em todas as faixas
- Toti Cavalcanti – saxofone em "A Estrada de Tijolos Amarelos", "O Que o Mundo Não Sabe Explicar" e "Olhar Entorpecido"; metais e arranjo de metais em "Amanhecer Tantra"
- Waldonys — sanfona em "Martelo Armagedon" e "Amanhecer Tantra"
- Beto Brito – rabeca em "Repentista Marvel"
- Vladimir Sousa – arranjo de cordas e teclado em "As Onze Palavras", "Beira Mar, A Ressurreição", "A Estrada de Tijolos Amarelos", "Olhar Entorpecido" e "Amanhecer Tantra"
- Dodô de Moraes – arranjo de cordas e teclado em "O Diagrama da Alma Dourada", "O Gosto Fino das Sensações", "O Que o Mundo Não Sabe Explicar" e "Sextilhas Filosóficas"

Pessoal técnico
- Robertinho de Recife — produção, mixagem e masterização
- Roberta Ramalho – produção executiva
- Klebs Cavalcanti – assistente de produção
- Carlos Dias – assistente de produção e foto da gravação
- Leo Aversa – fotos da capa e encarte
- Arnaldo Baptista – título do álbum